# 7th New York Infantry Regiment
Le 7th New York Volunteer Infantry Regiment est un régiment d'infanterie qui sert dans l'armée de l'Union pendant la guerre de Sécession. Il est aussi connu sous appellation de la garde de Steuben ou Steuben Regiment. Il ne doit pas est confondu avec le 7th New York Militia (en), un régiment complètement différent dont la période de service chevauche celle du 7th New York Volunteers.

## Service

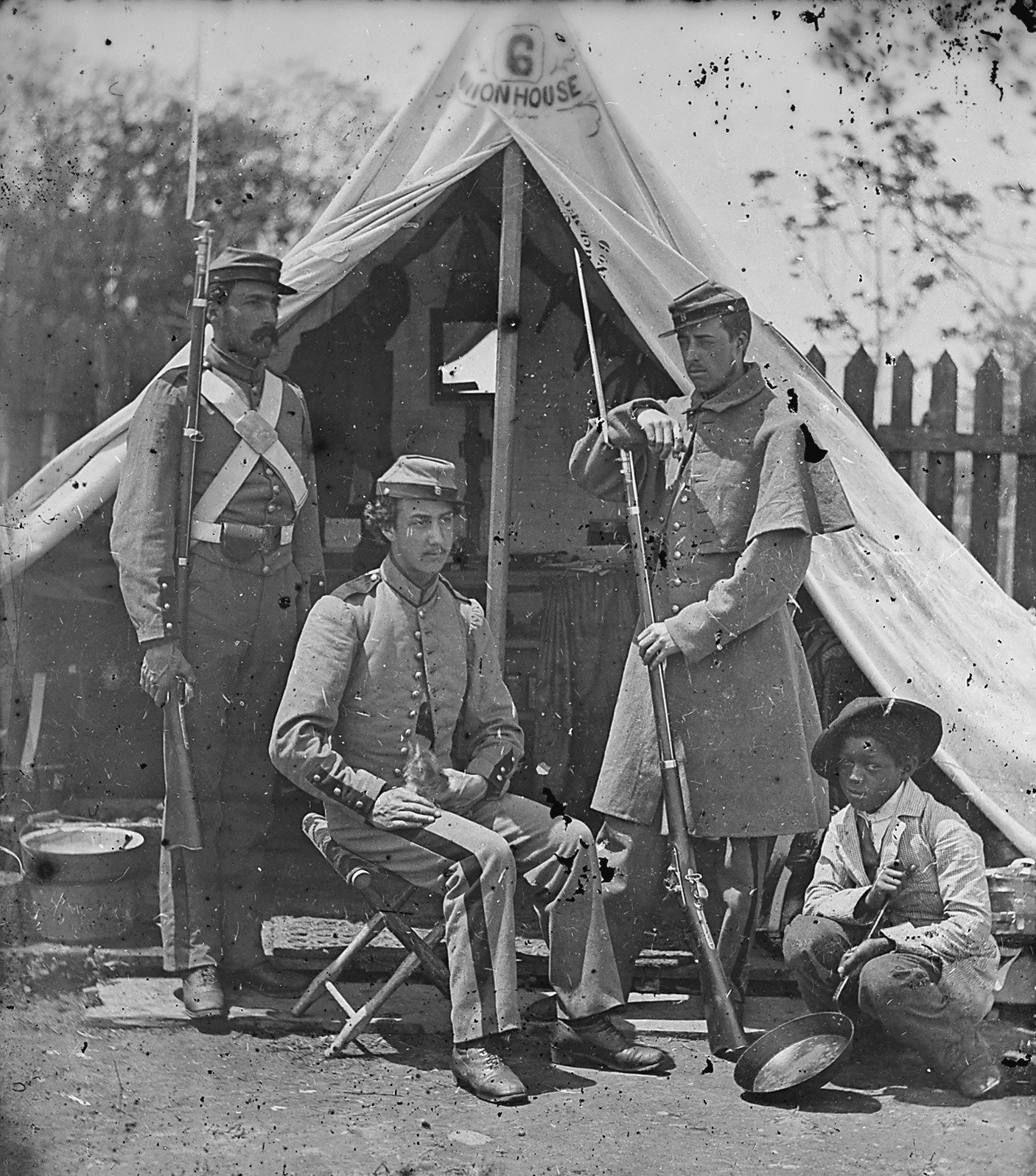
Groupu du 7th N.Y. Infantry

Le régiment est organisé dans la ville de New York, et est levé pour un engagement de deux années à compter du 23 avril 1861. Rapidement lors de son entraînement il est tellement sous-équipé qu'un civil qui visite des troupes écrit une lettre au rédacteur en chef du New York Times (publiée le 16 mai 1861) se plaignant que les tailleurs dans le régiment ont dû recoudre les uniformes et y coudre des boutons, et que quelques soldats portent des « nus-pieds ». Le rédacteur de la lettre est impressionné (sic) :

« Je n'ai jamais vu de troupes auparavant, et je n'ai en plus vu depuis, qui soient dans un tel état indescriptible de discipline. Les hommes ne portent pas l'uniforme, mais sont très mal habillés, - dans beaucoup de cas chaussés avec des nus-pieds. La manière avec laquelle ils marchaient rapidement dans la boue de la Troisième Avenue était le plus remarquable. »

À « une ou deux exceptions » près, pratiquement tous les officiers du régiment avait eu une expérience dans des armées européennes, et six soldats sur huit avaient déjà été en service, souvent lors de batailles. « Les seules armes qu'ils avaient alors étaient de vieux mousquets achetés par les officiers eux-mêmes ».
Le régiment participe à la bataille de Big Bethel le 10 juin 1861. Lors de l'approche le régiment est à l'origine de tirs fratricides sur le 3rd New York Infantry, ce qui alerte les confédérés sur la présence des forces de l'Union.
Le régiment est libéré le 8 mai 1863.

## Pertes
Le régiment subit 102 morts par blessures et 47 par d'autres causes, pour un total de 149 décès.

## Commandants
- Colonel John E. Bendix (en)
- Colonel Edward Kapff
- Colonel George W. Von Schack